# Vivi Sylwan
Vivi Sylwan, född 4 september 1870 i Kristianstad, död 5 oktober 1961 i Göteborg, var en svensk textilhistoriker.

## Biografi
Sylwan föddes i en officersfamilj och utbildade sig vid avdelningen för högre konstindustri på Tekniska högskolan i Stockholm, idag Konstfack. Hon började sin karriär vid Röhsska museet 1912 som skrivbiträde och kom att stanna där under hela sin yrkesverksamma tid.
Sylwan kom, som föreståndare för museets textilavdelning 1914–1941, att inta en framträdande roll inom svensk textilforskning. Hon gjorde omfattande insatser för insamling av folkliga textilier, som var hennes specialområde. Hon arbetade dock inom ett brett forskningsområde som var kulturhistoriskt och etnografiskt inriktad.
Sylwan dokumenterade noggrant sina forskningsresultat i uppsatser och böcker. Texterna byggde på hennes studier av textilsamlingar både i Sverige och utomlands där hon gjorde studieresor till Tyskland, England, Frankrike och Österrike. Hennes forskning fick också med tiden en mera internationell inriktning i ett brett fält från yllevävnader i gobelinteknik från Centralasien till sidenvävnader i Kina.
Vivi Sylwan är begravd på Fosie kyrkogård.

## Hedersbetygelser
Sylwan tilldelades 1934 den kungliga medaljen Illis quorum meruere labores – Åt dem vilkas verksamhet gjort dem därav förtjänta. År 1936 fick hon Jacques Lamms pris – för värdefullaste arbete på de bildande konsternas och konstindustrins område. Sylwan var också den första kvinnan som utnämndes till hedersdoktor vid Göteborgs högskola (1941).